# Clube de Regatas Saldanha da Gama
O Clube de Regatas Saldanha da Gama é um clube esportivo brasileiro, sediado na cidade de Vitória, no estado do Espírito Santo. Tem como principais modalidades o remo, o basquete e o futsal.
O clube revelou o jogador de basquete da NBA, o capixaba Anderson Varejão, aos onze anos treinado na época por Alarico Duarte. Atualmente o clube sofre com graves problemas financeiros.

## História
O Saldanha da Gama foi fundado em 29 de julho de 1902, recebendo o nome do Almirante Luís Filipe de Saldanha da Gama. O clube jogou as duas primeiras edições do NBB, nas temporadas 2008–09 e 2009–10. Em 2010–11, o clube não conseguiu reunir condições financeiras para disputar o torneio e cedeu a vaga para o CECRE-Vitória.

## Sede do clube
Com desejo de ter uma sede própria, o Saldanha da Gama comprou em 1931 a antiga edificação do Forte São João, construído no período colonial para proteger a cidade dos invasores. A fortaleza teve um papel imprescindível para a defesa da Capitania do Espírito Santo.
A partir da década de 20, passou a investir em festas, concursos e eventos que animavam a elite capixaba. Ficou conhecido como o melhor clube do Estado. Depois de reformado e ampliado, em 1934, o Salão Nobre do clube, localizado no terceiro andar do prédio, passou a ser palco de grandes festas e cerimônias, que reuniram as principais autoridades da época e inúmeras famílias de Vitória. O local, com piso de madeira, janelas arredondadas, mezanino, lustres charmosos, papéis de parede e uma bela vista, marcou a história de muitos capixabas.
As mulheres disputavam os títulos de rainhas do Saldanha ou da Primavera e os homens passavam longas horas em calorosas conversas, no bar do clube. Grandes nomes da música brasileira se apresentaram no salão nobre: Gal Costa, Maysa, Luís Carlos Vinhas, Elizeth Cardoso, Cauby Peixoto, Luiz Gonzaga, Emilinha Borba, Dorival Caymmi.
Entraram para a história da sociedade de Vitória os animados carnavais realizados no salão, que ganhava decoração especial para receber os foliões e os blocos organizados.
O amplo espaço também era utilizado para solenidades, que contavam com a presença de autoridades e políticos. Entre as visitas ilustres que o prédio recebeu estão as do então presidente da República, General João Batista Figueiredo, e do príncipe Pedro de Alcântara de Orléans e Bragança, da família real brasileira.
Anos depois, em 1961, a baía à frente do pátio do antigo forte foi aterrada, dando origem à atual avenida Marechal Mascarenhas de Moraes.
A sede passou por muitos reparos e reformas até 1984 quando se tornou um imóvel tombado pelo município. A partir daí, nenhuma obra que descaracterizasse a arquitetura original foi realizada. A muralha do clube é tombada em nível estadual.
A sede do clube com 4 mil metros quadrados foi comprada pela Prefeitura de Vitória em 2006. Mas o clube continuou funcionando em espaço próprio, com 12 mil metros quadrados, ao lado da antiga sede. Em 2018 a Federação do Comércio de Bens, Serviços e Turismo do Espírito Santo (Fecomércio) compra o imóvel pelo valor de R$ 3,5 milhões. De acordo com a prefeitura, o local vai virar o Museu da Colonização do Solo Espírito-Santense.

## Títulos

### Esportes olímpicos

#### Basquete
- Campeonato Capixaba: 1932, 1933, 1939, 1940, 1945, 1948, 1949, 1950, 1957, 1958, 1959, 1960, 1965, 1966, 1972, 1973, 1974, 1976, 1978, 1979, 1980, 1981, 1982, 1983, 1984, 1985, 1986, 1987, 1990, 1991, 1992, 1993, 1994, 1995, 1996, 1998, 2005, 2006, 2007 e 2008
- Copa Espírito Santo: 2016[8] e 2018
- Copa Brasil Nordeste: 1998

#### Remo
- Campeonato Brasileiro de Remo Sênior: 1998
- Campeonato Brasileiro de Remo Junior: 1998
- Copa Norte-Nordeste de Remo: 1995, 1998, 2000, 2010 e 2011
- Campeonato Capixaba de Remo: 1903, 1928, 1929, 1930, 1931, 1932, 1933, 1934, 1936, 1937, 1938, 1939, 1941, 1942, 1943, 1944, 1945, 1946, 1956, 1957, 1960, 1961, 1962, 1963, 1964, 1966, 1967, 1968, 1977, 1988, 1989, 1993, 1995, 1996, 1998, 1999, 2000, 2001, 2007, 2008, 2009, 2010, 2011, 2012, 2013, 2014 e 2015
- Maratona de Remo de Vitoria: 2008 e 2014
- Prova Clássica Estados Unidos do Brasil de Remo (Rio de Janeiro): 1933

### Outros esportes

#### Futebol de salão
- Campeonato Capixaba de Futsal: 1958, 1959, 1960, 1965, 1966, 1985, 1986 e 1987
- Campeonato Brasileiro de Futsal Juvenil: 1991